# 활력 징후
활력 징후(Vital Signs, Vitals, V/S)란 대상자의 체온, 호흡, 맥박, 혈압 등의 측정값을 말한다. 이를 통하여 대상자의 건강 상태 변화를 발견하게 된다. 측정시에는 체온-호흡-맥박-혈압 순서이고 진료기록에 활력징후를 기록할 때는 혈압-맥박-호흡수-체온의 순서로 기록한다.

## 활력 징후의 종류

### 체온
체온(Body temperature, BT)의 측정은 체온 조절이 정상적으로 이루어지고 있는지 확인하는 과정이다. 체온 측정을 통하여 신체에 염증이나 감염이 있는지, 또는 체온조절 기능의 문제가 있는지를 확인한다. 열은 방사, 전도, 대류, 증발 등의 열발산 과정을 통해 신체로부터 방출된다. 임상에서는 몸의 중심이나 흉강 등 심부 조직의 온도인 심부 체온(core body temperature)을 측정할 수 있다. 흔히 구강이나 직장, 고막 등을 통해 체온을 측정한다. 체온 측정 도구로는 유리체온계, 전자체온계, 고막체온계 등이 있다.

### 맥박
맥박(Heart Rate, HR)은 매회 심장이 수축할 때마다 생기는 혈액의 파동이다. 보통 동맥에 손가락 끝을 대어서 측정한다. 맥박은 횟수, 리듬, 강도로 특정지어진다. 맥박 양상은 다음과 같다.
- 기이맥 - 호흡에 따라 맥박의 폭이 규칙적으로 증가했다가 감소한다.
- 교대맥 - 정상적이고 강한 맥박 뒤에 약한 맥박이 교대로 나타난다.
- 이단맥 - 동방결절의 강한 맥박과 다른 부위의 약한 맥박이 불규칙적으로 나타나는데, 심실 세동으로 이어질 수 있다.
- 동율맥 - 동방결절의 전기자극으로 나타나는 규칙적인 정상 맥박
- 빈맥 - 분당 100회 이상의 규칙적인 맥박으로 지속되면 쇼크로 이어질 수 있다.
- 서맥 - 분당 60회 이하의 규칙적인 맥박으로 지속되면 산소가 부족해 질 수 있다.
- 동부정맥 - 호흡에 따라 리듬이 느려지고 빨라지는 불규칙한 맥박.

맥박의 측정 부위에 따라 말초 맥박, 심첨 맥박, 심첨-요골 맥박 등으로 나눌 수 있다.

### 혈압
혈압(Blood pressure, BP)는 동맥 혈관벽에 저항하는 혈액의 압력을 측정한 것이다. 혈압은 혈액량, 심장의 펌프 기능, 말초혈관 저항 등에 의해 영향을 받는다. 심장의 수축 주기에 따라 수축기와 이완기의 혈압을 mmHg로 표시한다. 혈압은 흔히 위팔의 동맥에서 측정되며, 재는 위치에 따라 기준 수치가 달라질 수 있다.

### 호흡수
호흡수(respiratory rate, RR)는 1분동안 얼마나 호흡하였는지 그 횟수를 뜻한다. 신체는 호흡을 통해서 산소를 공급하고 이산화탄소를 배출한다. 호흡의 횟수나 깊이는 신체 내부의 산소요구도나 수소 이온 농도 등에 따라 좌우된다. 호흡 양상은 다음과 같다.
- 정상 호흡
- 서호흡 - 규칙적이지만 횟수는 작음.
- 빈호흡 - 규칙적이지만 횟수는 큼.
- 무호흡 - 호흡이 없어서 사망의 위험이 있을 정도.
- 과소환기 - 호흡횟수와 깊이가 감소하는 것.
- 과다환기 - 호흡횟수와 깊이가 증가하는 것. 호흡성 알칼리증을 초래한다.
- 쿠스마울 호흡 - 호흡횟수와 깊이가 증가함. 당뇨병성 케톤산증으로 인한 이산화탄소 제거를 위한 기전.
- 체인스토크 호흡 - 무호흡, 과소환기, 과다환기 등이 교대로 나타남. 심부전 등과 관련이 있음.

## 같이 보기
- 생체 징후
- 감시 (의학)
- 신체검진
- 진단학

## 참고 문헌
- 김명자 외, 《기본간호학》, 현문사, 2009년 ISBN 978-89-8059-021-6